# Торопцев Інокентій Васильович
Інокентій Васильович Торопцев (1 [14] вересня 1907, Слюдянка — 22 жовтня 1985, Томськ) — радянський вчений-медик, ректор Томського медичного інституту (1958—1974)

## Біографія
Народився в сім'ї залізничного службовця. Молодша дитина в сім'ї.
Закінчив медичний факультет та аспірантуру в Томському університету (1931). Кандидат медичних наук (1937, тема дисертації «Склеропігментні вузлики в селезінці»).
Із 1933 року викладав у Томському медичному інституті, доцент (1940), з 1947 року — завідувач кафедри патологічної анатомії, декан лікувального факультету (1950—1953), заступник директора з наукової роботи (1953—1958), ректор (1958—1974).
У роки німецько-радянської війни організував прозектуру евакогоспіталів.
Доктор медичних наук (1947, тема дисертації «Матеріали до проблеми бактерицидів рослинного походження»), професор (1947).
Член-кореспондент АМН СРСР (1961), дійсний член АМН СРСР (1969).

## Наукова робота
Виділив із часнику кристалічну речовину, що дає при гідролізі летючі фракції з бактерицидним ефектом, на основі якого був створений дефензонат.
У 1950-ті роки вів дослідження променевої хвороби.
Створив наукову школу, серед його учнів 22 доктори та 30 кандидатів наук.

## Нагороди
- Орден Леніна (1961, 1966)
- орден Жовтневої Революції (1971)
- орден «Знак Пошани» (1953)
- медаль «За доблесну працю. В ознаменування 100-річчя з дня народження Володимира Ілліча Леніна» (1970)
- медаль «За доблесну працю у Великій Вітчизняній війні 1941—1945 рр.» (1945)

## Пам'ять
Скульптурний портрет на фасаді Сибірського державного медичного університету (2007)